# سفيد كوه (نارستان)
سفید کوه (بالفارسية: سفیدکوه) هي قرية تقع في إيران في قسم نارستان الريفي. يقدر عدد سكانها بـ 26 نسمة .